# 小堂教堂
小堂教堂（法語：Église de la Chapelle）是一座位于比利时布鲁塞尔马罗伦（Marollen/Marolles）地区的天主教教堂。

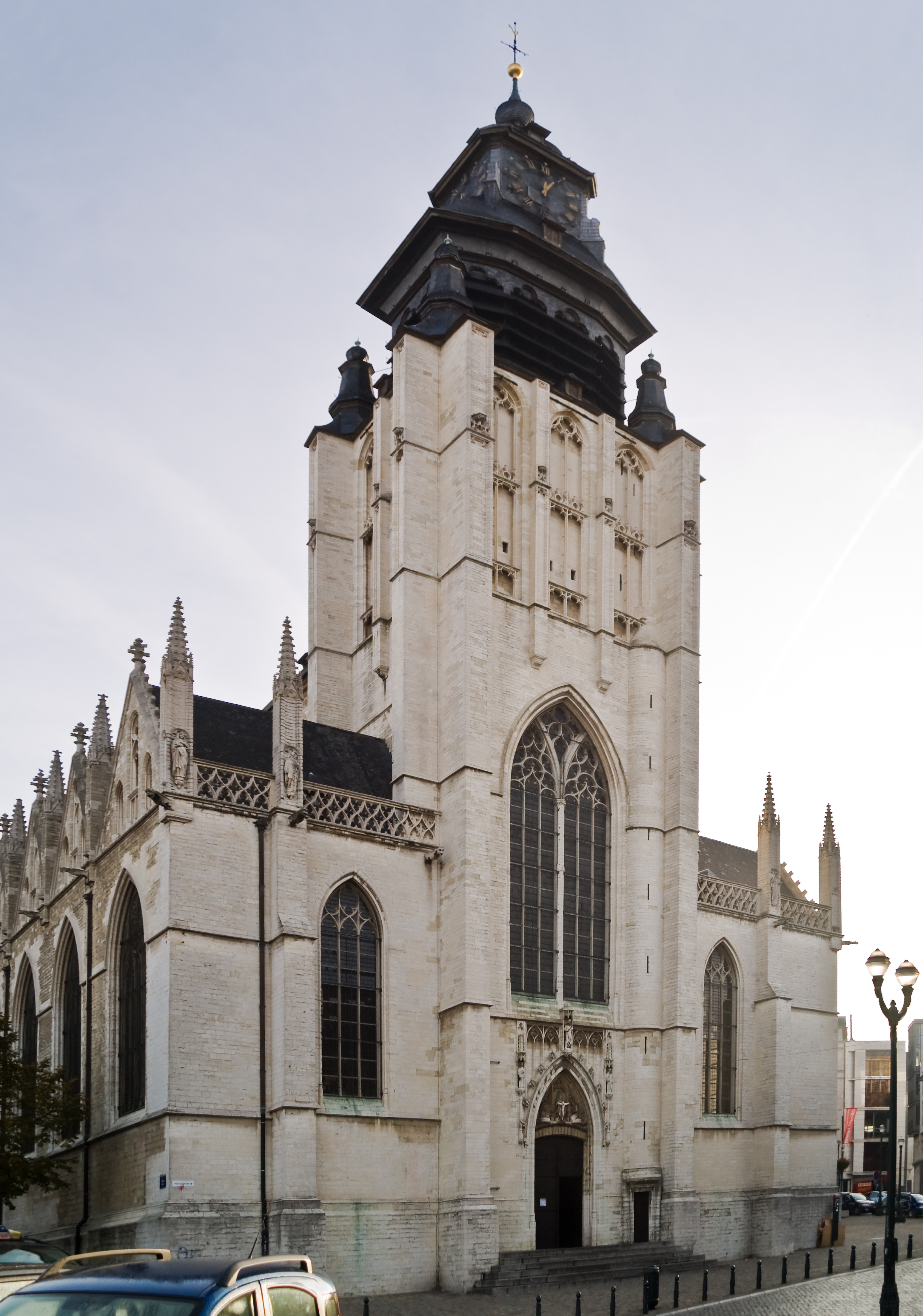
小堂教堂

## 始建
一件1134年由勒芬的戈德弗雷一世(Godfrey I of Leuven)签署的特许状证明该地有一座小堂(chapel)。通过该文件，他捐赠了其所建的一个“extra oppidum Bruxelli”(布鲁塞尔城外，即布鲁塞尔防御工事以外)的小堂给居于本城的康布雷教区的隐修士们。隐修士们的特权于1195年被布拉班特的亨利一世增加，这意味着小堂成为“Capella Beatae Mariae extra muros oppidi Bruxellensis sita”。其中提到“hors les murs”(城墙外)，这被一些历史学家引为证据，以证明布鲁塞尔第一城墙(Première enceinte de Bruxelles)的建造早于公认的13世纪。

## 历史

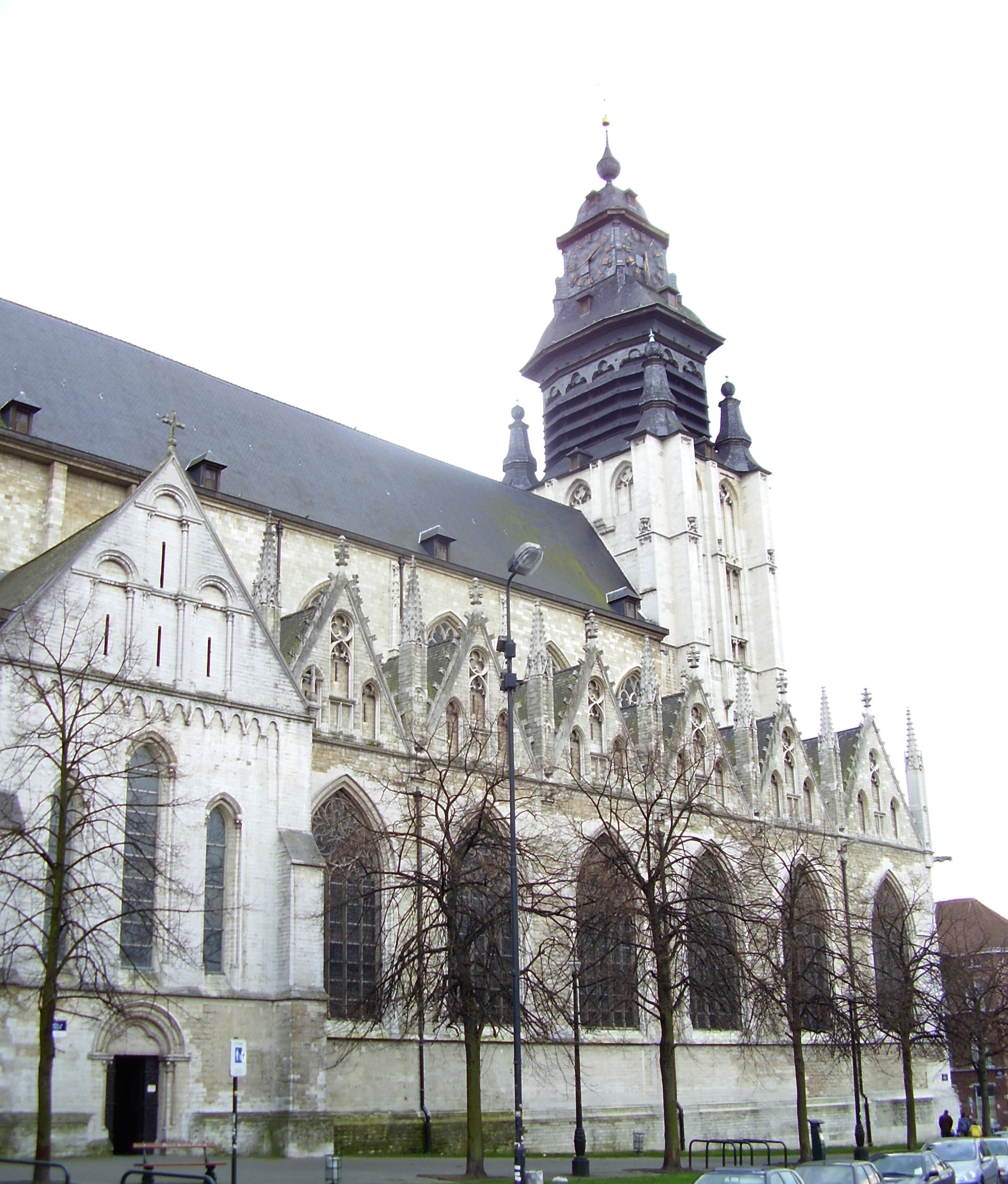
小堂教堂

小堂教堂历史上经过数百年连续不断的部分毁坏、火灾、破坏、轰炸、以及重建、改建、修复时期，从而成为自罗马式建筑至哥特式建筑的转变中的里程碑。
该小堂转变为教堂是在1210年，当时它被提升为该市第二座堂区圣堂——第一座是圣弥额尔教堂（后于13世纪很快被圣弥额尔圣古都勒主教座堂取代）。这个新建的堂区表明那时已经有数量庞大的人口聚集于古罗马大道边，该路后成为高等街(Rue Haute)，位于城墙和石头门(Steenpoort)之外。
罗马-哥特式的核心(cœur)及耳堂恰与16世纪哥特式的中殿、厅堂(vaisseau)形成对比，后者是于1475年教堂被部分毁坏(同时周围地区均遭暴力动乱（incendie）)之后建设。

此后，教堂于1574年被加尔文主义者焚毁了家具。1695年大同盟战争中，它在法国人进行的布鲁塞尔轰炸(bombardment of Brussels)中遭受重创。直到1708年，它才被修复，并获得了由会士泥瓦工Antoine Pastorana设计的富有特点的钟楼。
纵观其历史，该教堂常为重要的家庭或人物提供墓地，如逝于1569年的老彼得·布呂赫爾(Pieter Bruegel l'Ancien)的墓地——其故居仍在高等街上，又如逝于1719年的弗朗西斯·安尼森(François Anneessens)的墓地。但是当初逝者所葬之教堂墓地于1822年被改成了市场以及大众露天赈济游艺会(kermesse)的场所。1866年该教堂得到修复。
新的插曲是20世纪在教堂地下建设北南铁路联轨站(Jonction Nord-Midi)，这令人担心其稳定性。在1989年及1996年，教堂从重要的修复中获益。

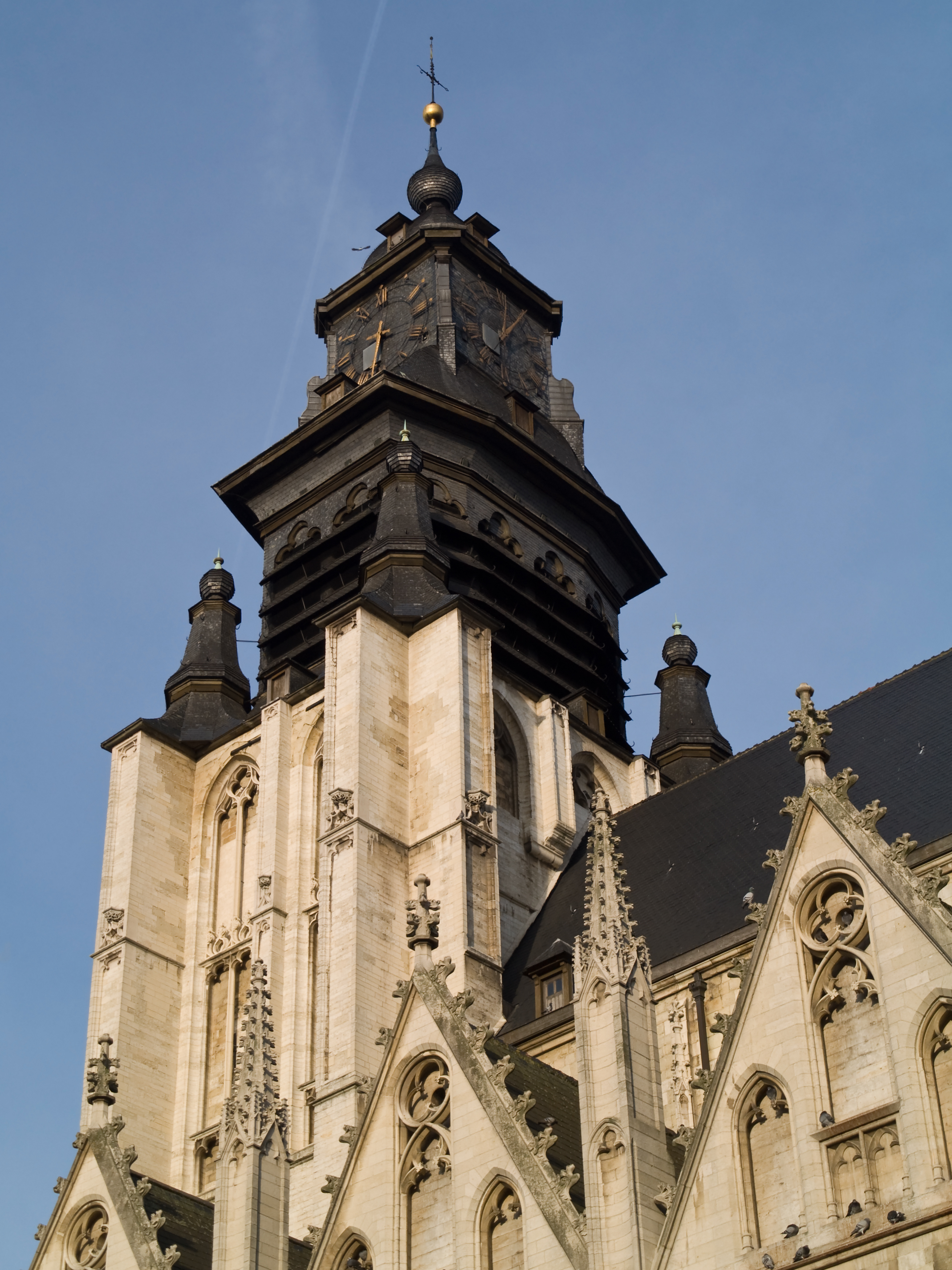
钟楼
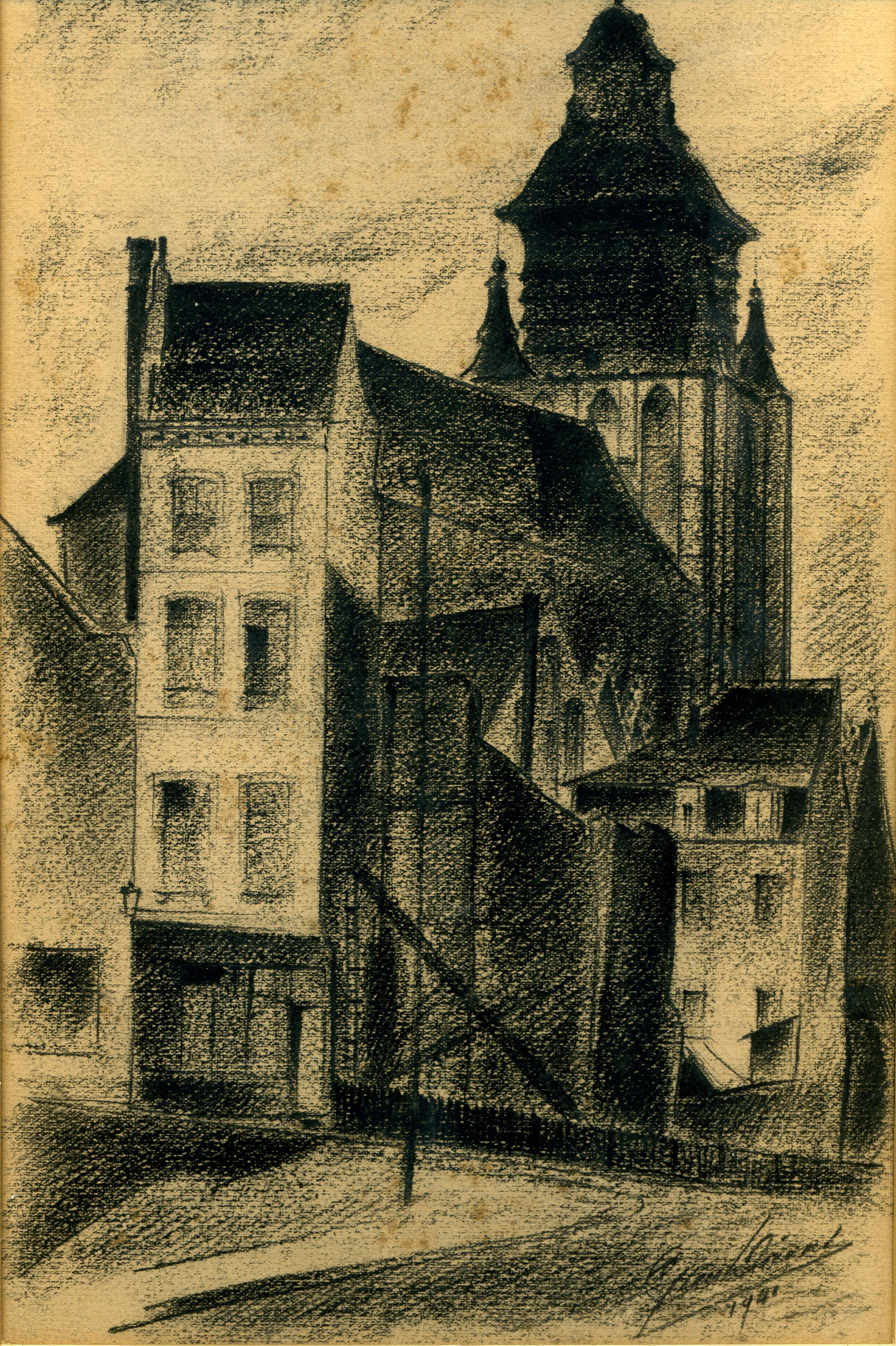
小堂教堂与rue des Alexiens上的房屋，Léon van Dievoet作于1941年。
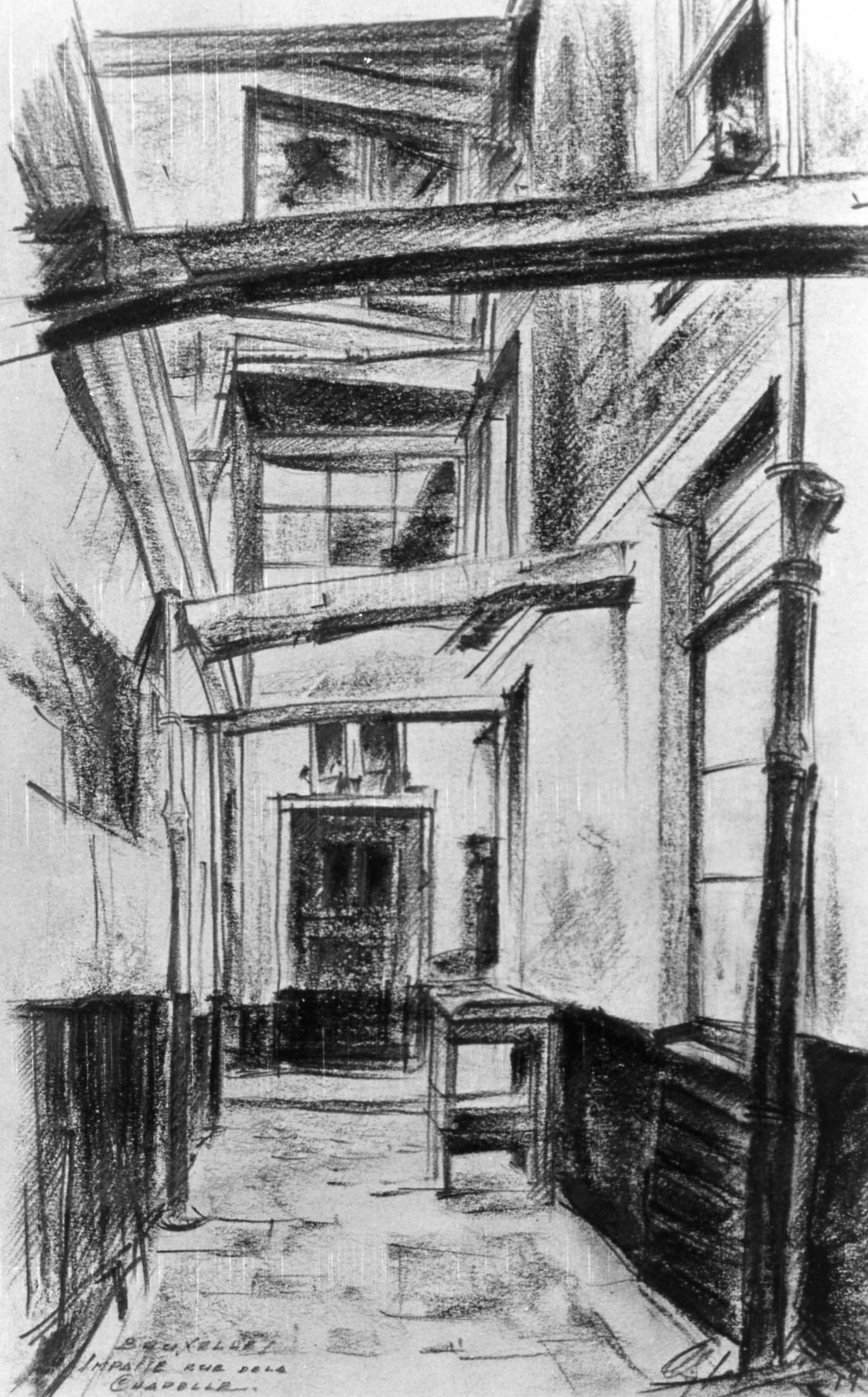
小堂教堂背后的死路 (Léon van Dievoet作于1939年)

## 艺术
如今，这座具有纪念意义的建筑仍然收藏有有趣的绘画、雕塑、彩色玻璃及家具，包括1475年的洗礼盘(fonts baptismaux)以及1721年的椅子。由于其良好的音响效果，该教堂经常举办音乐会。它拥有小杰罗姆·迪凯努瓦(Jerome Duquesnoy the Younger)以及卢卡斯·费德勒(Lucas Faydherbe)的作品。

## 墓葬
老彼得·布呂赫爾葬于此教堂。他的儿子们为敬他而立的丧葬纪念碑(funeral monument)仍在原处。原洛桑主教(Bishop of Lausanne)，布鲁塞尔的圣波尼法爵(Boniface of Brussels)的部分圣髑（relics）也被葬于此。